# 大井西村
大井西村（おおいにしむら）は、岡山県久米郡にあった村。
現在の津山市坪井上、坪井下、中北上に当たる。

## 沿革
- 1889年6月1日 - 町村制施行に伴い、久米北条郡坪井上村、坪井下村、中北上村が合併し、大井西村となる。大字坪井下に役場を置く。
- 1900年4月1日 - 久米北条郡が久米南条郡と合併し、久米郡となる。
- 1952年8月1日 - 久米郡大東村と合併し、大井町となる。

## 経済
農業
『大日本篤農家名鑑』によれば、大井西村の篤農家は「久山荘平、河本芳太郎」などがいた。

## 地区の地名
- 坪井上
- 坪井下
- 中北上

## 教育

### 小学校
- 喬松小学校（現・津山市立）

## 交通

### 鉄道
- JR姫新線:坪井駅

### 道路
廃止当時は未完成。

#### 高速道路
旧村内にICやPA等はない。中国自動車道が通過のみ。

#### 国道
- 国道181号

#### 県道
- 一般県道
  - 岡山県道339号西一宮中北上線
  - 岡山県道341号坪井下栃原線

## 河川・山岳

### 河川
- 岩屋川
- 久米川
- 福本川

### 山岳
- 岩屋山
- 加治子山
- 取首山

## 名所・旧跡・観光スポット・祭事・催事

### 旧跡
- 岩屋城跡

## 寺院・神社
- 鶴坂神社

## 出身・ゆかりのある人物
- 久山知之（久山工業所長、衆議院議員、司法政務次官）[2]